# جو مک‌لاگلین
 جو مک‌لاگلین  (به انگلیسی: Joe McLaughlin) (زاده ۲ ژوئن ۱۹۶۰ - گرینوک) بازیکن فوتبال اهل اسکاتلند است. وی سابقه عضویت در باشگاه‌های چلسی، چارلتون را دارد.